# 科特利班农村居民点
科特利班农村居民点（俄语：Котлубанское сельское поселение）是俄罗斯联邦伏尔加格勒州戈罗季谢区所属的一个农村居民点。其下辖有2个居民点，行政中心为科特利班。据2016年统计，该农村居民点的人口为2491人。